# Assedio di Forte Zeelandia
L'assedio di Forte Zeelandia (cinese tradizionale: 鄭成功攻台之役; letteralmente "Invasione di Koxinga a Taiwan"), che ebbe luogo nel 1661 e 1662, pose fine al governo della Compagnia Olandese delle Indie Orientali a Taiwan, e aprì il ciclo del Regno di Tungning. Lo studioso taiwanese Chien-Jung ha descritto l'evento come "una guerra che ha determinato il destino di Taiwan nei quattrocento anni che seguirono".

## Inizio delle ostilità

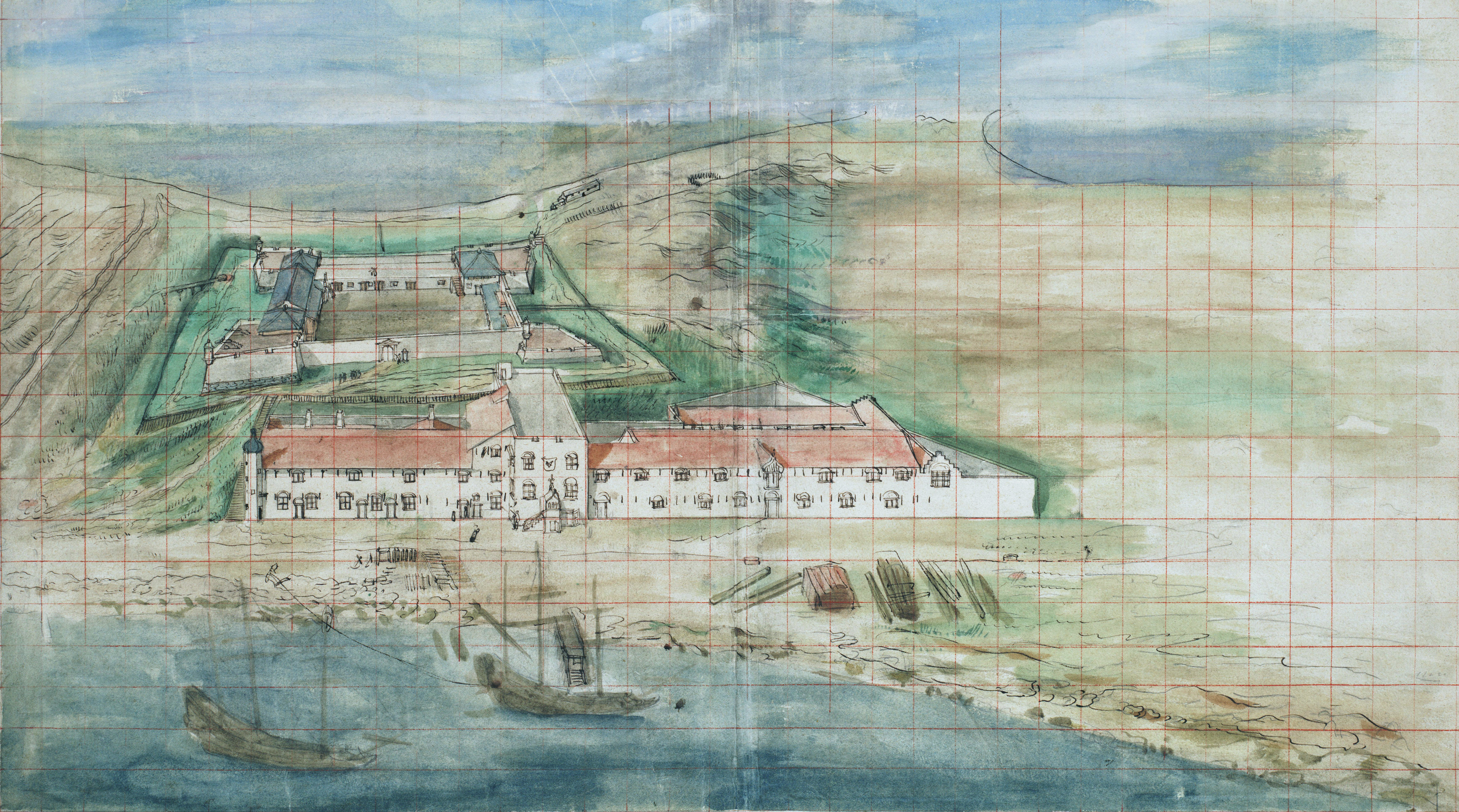
Rappresentazione artistica di Fort Zeelandia nel 1635 presso The Hague National Bureau of Archives, Paesi Bassi

Nel 1659, a seguito della mancata conquista di Nanchino, Koxinga, leader dei lealisti Ming superstiti, si rese conto che la Dinastia Qing aveva ormai consolidato la sua egemonia in Cina e che le sue truppe avevano bisogno di più uomini e rifornimenti. Cominciò così attivamente la ricerca di uno spazio adeguato per stabilire la sua base di operazioni, e ben presto un certo He Bin (cinese tradizionale: 何斌), che prestava servizio presso la Compagnia Olandese delle Indie Orientali a Taiwan, gli fornì una mappa di Taiwan. Dal 1632 gli olandesi disponevano di un insediamento a Tayoan (cinese: 大員 pinyin: Dayuan, oggi 台南 Tainan), che era composto da due forti: il primo era Fort Zeelandia, situato nei pressi di Tayoan Bay, in corrispondenza del principale insediamento olandese, il secondo Fort Provintia, situato sulla baia, ma era di poca importanza e quindi di dimensioni più ridotte. Frederick Coyett, governatore di Taiwan per conto della Compagnia Olandese delle Indie Orientali, si trovava a Fort Zeelandia con 1 800 uomini, mentre il suo subordinato Valentyn a Fort Provintia disponeva di 500 uomini.

## L'assedio

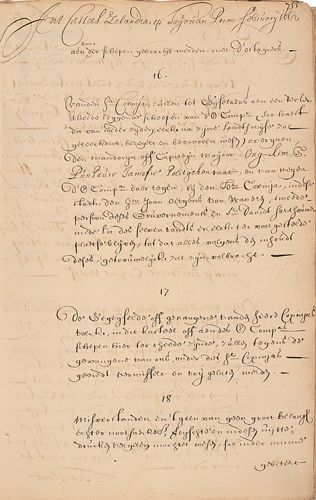
Trattato di pace del 1662, tra il Governatore olandese e Koxinga

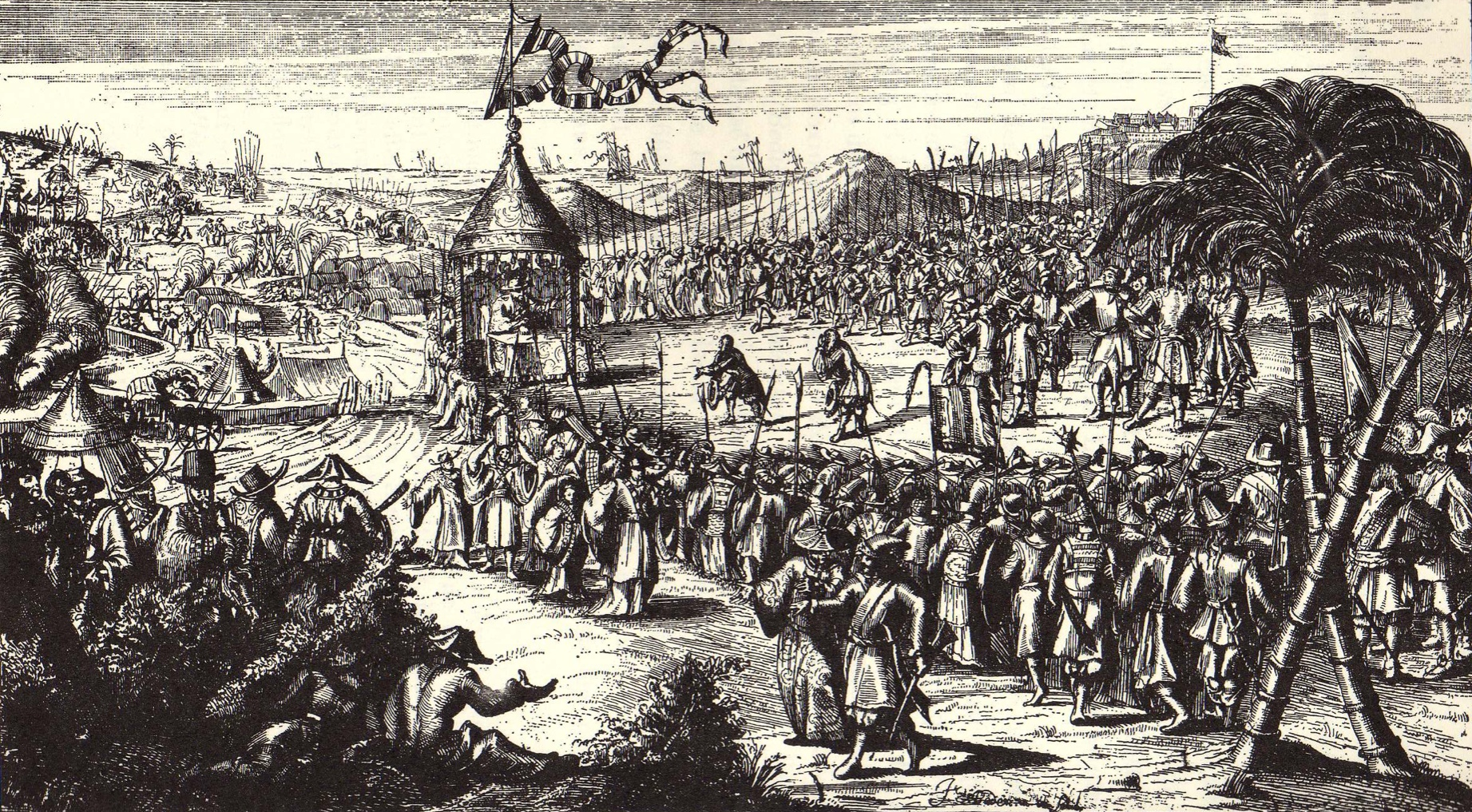
La resa di Fort Zeelandia

Koxinga e la sua flotta salparono da Kinmen il 23 marzo 1661. La sua flotta era composta da centinaia di giunche e navi di varie dimensioni, con circa 25 000 soldati e marinai a bordo. Arrivato alle isole Penghu, dopo aver lasciato un presidio, salpò di nuovo il 30 marzo. La flotta arrivò a Tayoan il 2 aprile e, dopo aver attraversato un canale navigabile poco profondo sconosciuto agli olandesi, sbarcò a Luermen (cinese tradizionale: 鹿耳門) nella baia.
La forza d'assalto cinse immediatamente d'assedio Fort Provintia: Valentyn, nettamente impreparato ad affrontare le forze nemiche, si arrese il 4 aprile. Tre giorni dopo la cattura di Fort Provintia, le truppe di Koxinga circondarono Fort Zeelandia, mandando come emissario per trattare la resa il sacerdote olandese Anthonius Hambroek catturato a Fort Provintia. Hambroek però, invece di trattare la resa, esortò le truppe olandesi a resistere e combattere, e venne giustiziato al ritorno nell'accampamento di Koxinga.
La flotta di Koxinga iniziò allora il bombardamento cercando di sfondare le mura, ma furono respinti con perdite considerevoli, decidendo dunque di optare per l'assedio. Il 28 maggio la notizia dell'assedio arrivò a Giacarta; la Compagnia Olandese delle Indie Orientali decise allora di inviare una flotta di 10 navi e 700 marinai in aiuto di Frederick Coyett. Arrivata a Fort Zeelandia il 5 luglio, la flotta venne immediatamente attaccata da Koxinga in una serie di piccoli scontri.
Il 23 luglio gli olandesi decisero di venire in aiuto della flotta; Koxinga cercò dunque di respingere l'attacco. Dopo una breve scontro, la flotta olandese fu costretta a ritirarsi con due navi affondate, tre vascelli più piccoli catturati e circa un centinaio di vittime. Gli olandesi tentarono nuovamente di rompere l'assedio in ottobre, ma furono immediatamente respinti da Koxinga. Questa vittoria, insieme alle notizie del morale basso della guarnigione dopo la diserzione dei mercenari tedeschi, convinse Koxinga a lanciare l'assalto finale nel mese di dicembre.
Il 12 gennaio 1662 la flotta di Koxinga iniziò il bombardamento decisivo, con le truppe di terra pronte a conquistare il forte. A seguito delle enormi perdite e della mancanza di rifornimenti, Frederick Coyett decise di issare bandiera bianca e di trattare la resa. Il forte venne consegnato il 1º febbraio, ed il personale olandese lasciò Taiwan il 17 febbraio. A tutti fu consentito di portare con sé i propri effetti personali, oltre a viveri sufficienti per raggiungere il più vicino avamposto olandese.

## Conseguenze

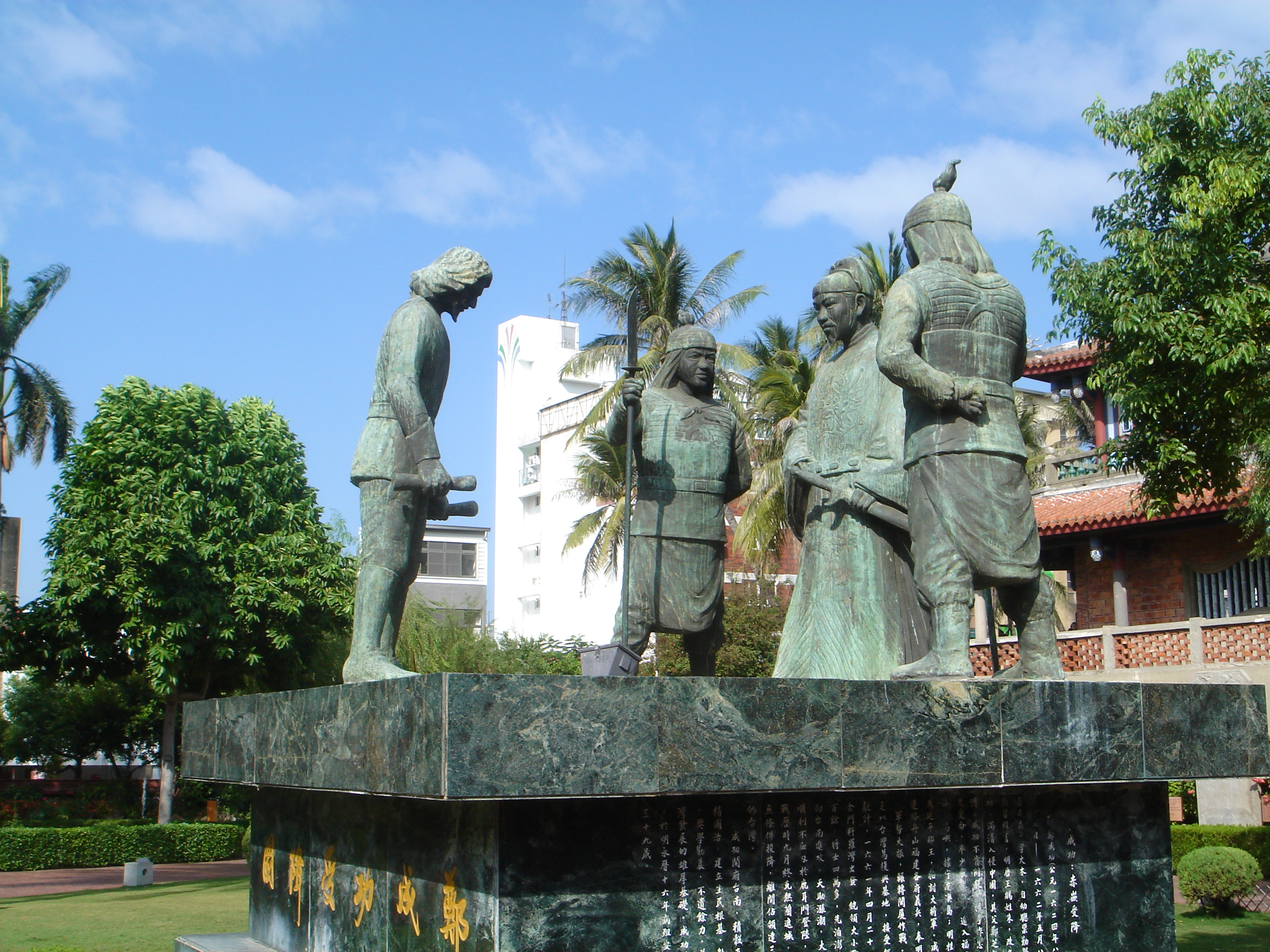
Statua di Koxinga

Arrivato a Giacarta, Frederick Coyett fu processato per aver abbandonato il posto ed esiliato nelle isole Banda ma, grazie all'intervento di amici e parenti, venne graziato. Sulla sua vicenda scrisse un libro, intitolato 't Verwaerloosde Formosa (Formosa abbandonata in olandese), nel 1675. Nell'opera difese il suo operato a Fort Zeelandia e criticò la Compagnia Olandese delle Indie Orientali per aver trascurato i suoi appelli di inviare rinforzi. Dopo vari tentativi a vuoto di riconquistare il forte, la Compagnia Olandese delle Indie Orientali strinse un'alleanza con la Dinastia Qing per riconquistare il controllo della regione.
Conquistarono Keelung nel nord di Taiwan, ma furono costretti ad abbandonarla a causa di problemi logistici e delle ripetute sconfitte della flotta della Dinastia Qing ad opera dei marinai veterani di Koxinga.

## Influenze culturali
La battaglia ha ispirato il film Zheng Chenggong 1661 (cinese tradizionale: 鄭成功1661), che si conclude con la vittoria di Koxinga sugli olandesi. Il titolo inglese del film è Sino-Dutch War 1661.